# メランコリー (アルバム)
「メランコリー」は、2011年3月2日に発売されたQwaiの1枚目のミニアルバム。

## 解説
- メジャーで初めてとなるミニアルバム。

## 収録曲

### CD
全曲 作詞/作曲：Qwai
1. 風のある日
2. time
  - ヴァンフォーレ甲府　2011 オフィシャルソング
3. 街
4. メランコリー
  - アルバムのタイトルチューン。
5. 星の旅人

### DVD（初回生産限定盤）
1. メランコリー　Music Video-Director's Cut Edition-